# Fargues (Lot)
Fargues korábbi község Franciaországban, Lot megyében. Lakosainak száma 153 fő (2018. január 1.). Fargues Bagat-en-Quercy, Bélaye, Belmontet, Le Boulvé, Carnac-Rouffiac, Montcuq-en-Quercy-Blanc és Montcuq községekkel határos.
2019. január 1-jén három másik korábbi községgel egyesült és az így létrejött Porte-du-Quercy új község része lett.

## Népesség
A település népességének változása:
| Lakosok száma | 212  | 188  | 171  | 149  | 161  | 156  | 153  | 155  | 153  | 153  |
|               | 1968 | 1975 | 1982 | 1999 | 2006 | 2011 | 2013 | 2016 | 2017 | 2018 |